# IEEE 802.11i
Devido ao grande número de vulnerabilidades apresentadas pelo protocolo WEP, um grupo de trabalho foi formado em 2001 com o objetivo de gerar um novo padrão que corrigisse tais falhas e garantisse, assim, a seguranças das redes sem fio do padrão IEEE 802.11. Começou-se, portanto, a ser elaborado o padrão IEEE 802.11i. No entanto, compreendendo que esse padrão teria um longo tempo de desenvolvimento pela frente e levando em consideração a demanda do mercado por redes mais seguras, a Aliança Wi-Fi lançou, em 2003, uma certificação Wi-Fi Protected Access (WPA) que funcionou como uma versão preliminar para o padrão IEEE 802.11i, lançado em 2004, e também conhecido como WPA2.
O 802.11i funciona utilizando um sistema de criptografia conhecido por AES (Advanced Encription Standard). Esse sistema é mais complexo, fazendo uso de uma arquitetura dos componentes 802.1X para a autenticação, RSN para acompanhar a associação e CCMP para prover confidencialidade, integridade e autenticidade de origem.